# El secreto de los incas
El secreto de los incas (título original en inglés: Secret of the Incas) es una  película de aventuras de 1954 dirigida por Jerry Hopper y protagonizada por Charlton Heston, Yma Súmac, Thomas Mitchell, Robert Young y Nicole Maurey, ambientada en Cuzco, Perú, el argumento se centra en el aventurero Harry Steele (Heston) y Ed Morgan (Mitchell), quienes están en la búsqueda de un antiguo objeto inca de oro en Machu Picchu. Fue estrenada el 16 de junio de 1954 en los cines de Estados Unidos bajo la distribución de Paramount Pictures, convirtiéndose éste en el primer más grande estudio de cine de Hollywood en grabar en tierras peruanas.
Filmado en la ciudad del Cuzco y en las ruinas de Machu Picchu en el Perú, la cinta ha sido postulada como la inspiración de George Lucas y Steven Spielberg para la primera película de Indiana Jones En busca del arca perdida / Indiana Jones y los cazadores del arca perdida (Raiders of the Lost Ark, 1981). Yma Súmac debutó como actriz de cine con el rol de la sacerdotisa y princesa inca Kori-Tika, interpretando vocalmente «Virgin of the Sun God», «Tumpa!» y «Ataypura!» de su exitoso álbum en Billboard, Voice of the Xtabay.

## Argumento
El estadounidense Harry Steele es un solitario y egoísta aventurero, que se gana la vida como guía turístico en Cuzco, Perú. Sin embargo, él tiene planes para encontrar el tesoro sagrado del Sol, una legendaria representación del Sol perdida hecha en piedras preciosas, diamantes y oro puro. Es también sagrada para los incas y vale una gran fortuna. Durante su búsqueda Steele es amenazado por su socio Ed Morgan, que quiere el tesoro para él y que no dudaría en matar a Steele para ello, si es necesario.
Un día encuentra un medio para encontrar el tesoro y cuando una hermosa chica rumana inmigrante clandestina, Elena Antonescu, que ha huido de Rumanía por razones políticas, llega allí, Steele consiente en ayudarla a llegar a México para que luego, según su intención, pueda ir a Estados Unidos. Para ello, a cambio, debe ayudarle a hurtar un avión de un funcionario rumano, que la busca, para así llegar a Machu Picchu. Ella acepta el trato. Allí encuentra una expedición arqueológica dirigida por el doctor Stanley Moorehead y se prepara allí en secreto para encontrar el tesoro, que está escondido en ese lugar. En el intertanto, Elena siente atracción por la personalidad rebelde e independiente de Steele y por otro lado se siente atraída por las bondades de la personalidad de Moorehead.
Entonces Morgan, que se enteró del descubrimiento de Steele, aparece allí armado y lo coacciona para que le haga partícipe en su búsqueda del tesoro. A escondidas de Morgan, Steele encuentra más tarde el tesoro y quiere llevárselo, pero Morgan, que previó su actuación, lo impide y se lo roba. En ese momento son interrumpidos por miembros de la expedición, por lo que Morgan trata luego de huir con el tesoro de forma violenta perseguido por Steele y por locales. Sin embargo, finalmente, es atrapado por Steele, el cual recupera el tesoro, mientras que Morgan, que enloquece cuando se lo arrebata, se tira del precipicio a su muerte.
Después de recuperar el tesoro sagrado, Steele, preocupado por la codicia que llevó a Morgan a su muerte, decide regresar a los locales y a la expedición del doctor para entregarles el tesoro para que los locales luego puedan vuelver a colocarlo en el templo del Sol de Machu Pichu, de donde provenía, y que, según una leyenda, haría a los incas otra vez poderosos, si vuelve allí otra vez. Una vez resuelto eso, Steele y Elena, que se han enamorado con el tiempo, se van a América.

## Reparto
- Charlton Heston - Harry Steele
- Robert Young - Stanley Moorehead
- Nicole Maurey - Elena Antonescu
- Thomas Mitchell - Ed Morgan
- Glenda Farrell - Señora Winston
- Yma Súmac - Kori-Tika
- Michael Pate - Pachacutec
- Leon Askin - Anton Marcu
- William Henry - Phillip Lang
- Edward Colmans - Coronel. Emilio Cardoza

## Producción
A finales de 1953, la prensa estadounidense afirmó que el film iba a llamarse en un inicio como «Legend of the Inca» (Leyenda del inca), pero terminó con el título oficial de «Secret of the Incas» (El secreto de los incas) para su estreno a mitad de 1954. En setiembre de 1953, Yma Súmac, junto al productor de cine Mel Epstein y el director Jerry Hopper, estuvo haciendo extensas pruebas de cámara para el largometraje. El rodaje siguió durante noviembre y diciembre de 1953. La película se grabó íntegramente en Perú, específicamente en el Cuzco y en las alturas de Machu Picchu y, para plasmar las escenas en la ciudadela de la maravilla, se trasladó hasta la zona a 500 campesinos ataviados y cuzqueños adicionales. Paramout Pictures fue la primera gran productora cinematográfica en trabajar en Perú. Aunque una parte del elenco rodó en los estudios de Paramount, como la soprano peruana Yma Súmac.

## Recepción
El 22 de junio de 1954, el film cumplió su segunda semana en cartelera en los cines de Hollywood. Según ElCriticoabúlico, la película es entretenida sin más, mientras que ABC refiere al «exotismo de los escenarios» y un «reparto bien conjuntado» en el que, además de Heston, figuran Robert Young y el «gran secundario» Thomas Mitchell. En la actualidad, quienes han visto el filme además de ser exótico y bien logrado, encuentran semejanzas notables entre Indiana Jones y el personaje de Steele.